# 이범관 (1943년)
이범관(李範觀, 1943년 8월 4일 ~ )은 대한민국 정치인이다.
한나라당 소속의 제18대 국회의원을 지냈다.

## 학력
- 여주초등학교 졸업
- 서울대학교 사범대학 부속중학교 졸업
- 서울대학교 사범대학 부속고등학교 졸업
- 연세대학교 법과대학 법학과 졸업

## 경력
- 1968년 ~ 1971년 한일은행 근무
- 1971년 행정고시 합격(10회)
- 1971년 ~ 1972년 법제처 행정사무관
- 1972년 사법시험 합격(14회)
- 1985년 ~ 1986년 창원지검 통영지청 지청장
- 1986년 ~ 1987년 법무부 공보관
- 1998년 ~ 1999년 대통령 민정비서관
- 2000년 ~ 2001년 대검찰청 공안부장
- 2002년 ~ 2002년 서울지방검찰청 검사장
- 2002년 ~ 2004년 광주고등검찰청 검사장
- 2004년 7월 ~      법률사무소 다솔 대표변호사
- 2007년~2008년 한나라당 국책자문위원
- (사)전주이씨대동종약원 종민회 회원
- 대한민국헌정회 18대별국회의원회회장

## 논란
2010년 12월 15일 이범관은 경기 이천지역의 대표적 문화재인 ‘이천오층석탑’ 환수와 관련해 "일본이 보관해줘 고맙다"는 발언을 한 것으로 드러났다. 이에 대해 야당과 시민단체들은 "이 의원이 진정으로 석탑환수운동에 도움을 주려면 약탈문화재 반환의 역사적 정당성을 재인식하고 이번 망언에 대해 진심 어린 반성을 보여줘야 한다"라며 비판했다.

## 역대 선거 결과
| 실시년도 | 선거   | 대수 | 직책     | 선거구             | 정당     | 득표수   | 득표율          | 순위 | 당락 | 비고 |
| -------- | ------ | ---- | -------- | ------------------ | -------- | -------- | --------------- | ---- | ---- | ---- |
| 2008년   | 총선   | 18대 | 국회의원 | 경기 이천시·여주군 | 한나라당 | 33,605표 | \| \| 33.14% \| | 1위  |      | 초선 |
|          | 33.14% |      |          |                    |          |          |                 |      |      |      |